# 猿丸幻視行
『猿丸幻視行』（さるまるげんしこう）は、井沢元彦の長編推理小説。第26回江戸川乱歩賞受賞作品。1980年「週刊文春ミステリーベスト10」1位。

## 概要
1909年（明治42年）の日本を舞台に、折口信夫が万葉仮名で記された猿丸額といろは歌に隠された意味を解読していく暗号小説である。また、とある人物の怪死事件の真相を究明していく歴史ミステリーでもある。

## あらすじ
大学院生の香坂明は、新京製薬へと招かれた。応対した研究員の泉田卓司は、開発中の新薬「R試薬」のモニターになって欲しいと言う。これを注射することにより、薬が脳に作用して、人間の意識を過去に遡らせる効果があるとのことだった。香坂は疑いながらも、結局モニターになることを承諾した。「猿丸額の秘密を解くものは神宝を得て天下を制す」との言い伝えを聞いており、折口信夫の頭脳を使えば解読可能だと思ったからである。
信夫は軽いめまいを感じながら、柿本英作の下宿に乗り込んだ。10円の借金を棒引きにするかわりに、先祖伝来の歌額を見せてもらう約束だったのだ。英作は猿丸太夫の首『奥山に もみぢ踏み分け 鳴く鹿の 声聞くときぞ 秋は悲しき』（小倉百人一首）を見せ、隠し文（暗号）を探せと信夫に話す。たった一晩で解読に成功した信夫に、英作は藤枯歌と呼ばれる首が書かれた猿丸額を見せ、1週間で隠し文の謎を自力で解いてみろ、と持ちかけた。
1週間後ギブアップした信夫に、英作は「実は自分も分からない」と話し、手がかりを求めて故郷である猿丸の里へ帰省していった。1か月後、「解読できたので、猿丸の里に来て欲しい」と英作から手紙が届く。信夫は英作の妹・悦子の案内で里を訪れるが、謎を聞く前に英作はその父と同じ不可解な自殺を遂げる。
信夫は悦子と里を探索するうちに、ついに自力で藤枯歌の解読に成功する。柿本人麻呂の改名の謎、神宝の謎、人麻呂と猿丸太夫の関係、柿本家の家伝に関する謎、藤枯歌の謎、英作父子の自殺の謎を一気に解明した信夫は、英作の祖父・恒次郎と対峙するが信夫にも魔手が迫っていた。

## 登場人物

### 現代
香坂明
主人公。1954年（昭和29年）生まれの26歳。大学院で民俗学を研究している。母の旧姓は猿丸であり、猿丸大夫の子孫ということになっている。
大学の論文集に載せた折口信夫に関する論文によって、泉田に興味を持たれる。
涼子
香坂の恋人。大きな瞳と小さな鼻がアンバランス気味にくっついている。
香坂の実験に反対する。
泉田卓司
一部上場企業である新京製薬の研究員。過去幻視効果を持つ「R試薬」の開発者。
学生時代、古建築に興味を持っていた。
田嶋
大学助教授。専攻は国文学。涼子の講師。度の強い眼鏡を掛けている。
文献をもとに、香坂の見解を否定する。

### 明治時代
折口信夫
もうひとりの主人公。23歳。國學院大學の学生。
慌てるとどもりと関西訛りが出る。いろは歌を好む。
柿本英作
折口の知り合い。中央大学の学生。高い鼻梁に細い目の持ち主。
折口に猿丸額を見せ、解読を促がす。
柿本悦子
英作の妹。女学生。髪を後ろで束ねている。
柿本恒次郎
英作の祖父。天保年間の生まれの69歳。宇治川上流にある猿丸の里に住む。
吉住大吾
暗号の研究者。英国留学経験あり。
また作品中には端役ながら、金田一京助・山中峯太郎・東條英機・南方熊楠など実在の人物が登場する。